# 尼亞加拉半島

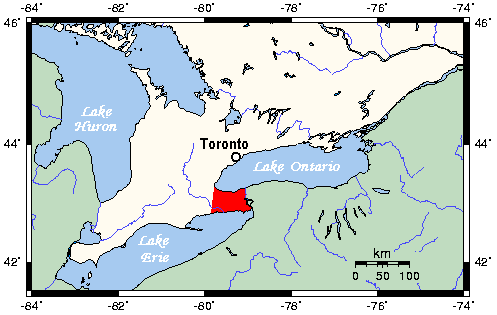
尼亞加拉半島（紅色）位於南安大略的位置

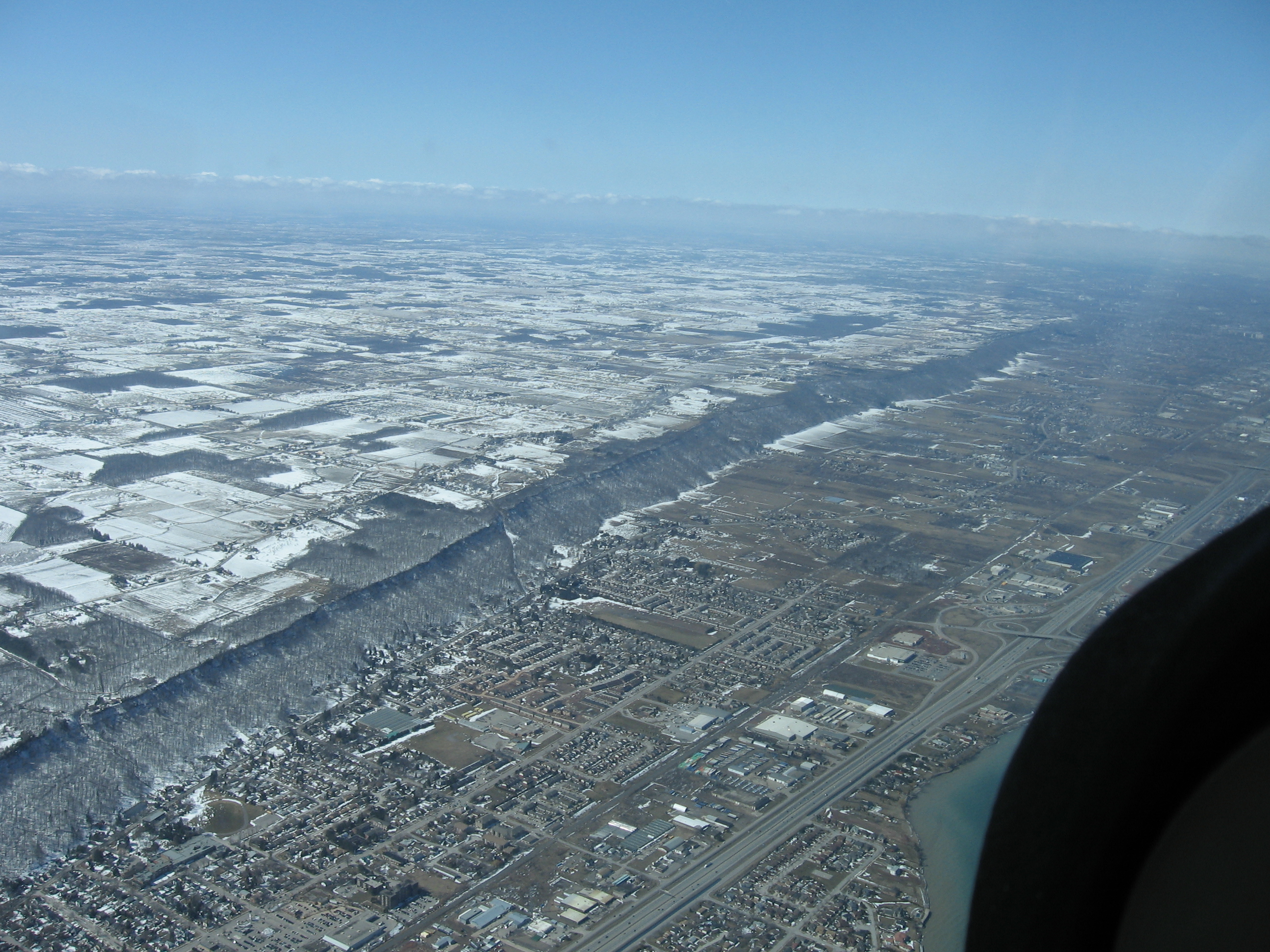
尼亞加拉半島格里姆斯比的航拍圖，可見尼亞加拉懸崖和伊利沙伯皇后道

尼亞加拉半島（英語：Niagara Peninsula）位於加拿大安大略省南部，南北分別瀕臨伊利湖北岸和安大略湖南岸，東面隔尼亞加拉河與美國紐約州對望，是安大略半島的一個延伸。半島上大部分地域隸屬尼亞加拉區，轄下城鎮包括聖凱瑟琳斯、尼亞加拉瀑布城、威蘭、濱湖尼亞加拉、格里姆斯比、林肯和伊利堡等；餘下地域則劃歸咸美頓市和哈爾迪曼德縣。
尼亞加拉懸崖由西至東貫穿半島的北部，於奧陶紀末期至志留紀之間形成。懸崖底部的土地肥沃，連同氣候受伊利湖和安大略湖的緩和效應影響，令該處成為安省的主要水果和葡萄酒生産地。春季陸地上的暖空氣往上升，令安大略湖上的冷空氣往内陸移動；冷空氣從懸崖頂部往下移，懸崖底部植物因此較遲才開花結果，減低春季晚上結霜對水果的破壞。秋季氣流方向逆轉，暖空氣從安大略湖移往内陸，在和暖氣溫影響下水果發展出相宜的糖分比例。尼亞加拉半島的氣候在葡萄生長季節期間與法國波爾多和勃艮第相若。
伊利沙伯皇后道（QEW）由西至東貫穿尼亞加拉半島，為該帶的主要高速公路，向西通往咸美頓再繞過安大略湖的西端前往多倫多，向東則在伊利堡駁上和平橋通往紐約州水牛城。區内另外三條高速公路則從QEW分支，分別為405號公路、406號公路和420號公路，當中405號和420號公路分別駁上劉易斯頓-昆士頓橋和彩虹橋通往美國。水路交通方面，威蘭運河從南至北貫穿尼亞加拉半島，讓船隻繞過尼亞加拉瀑布來往伊利湖和安大略湖。

## 外部連結
- 维基共享资源上的相關多媒體資源：尼亞加拉半島